# Marius Mapou
Marius Mapou (22 giugno 1980) è un calciatore francese, attaccante del Le Mont-Dore.

## Carriera
Gioca nel Le Mont-Dore dal 2007.
Ha esordito con la Nazionale neocaledoniana nel 2002, ha segnato 2 gol in 20 match.